# Фјумелато (Палермо)
Фјумелато је насеље у Италији у округу Палермо, региону Сицилија.
Према процени из 2011. у насељу је живело 137 становника. Насеље се налази на надморској висини од 343 м.